# Glomeris sinensis
Glomeris sinensis är en mångfotingart som beskrevs av Henri W. Brölemann 1896. Glomeris sinensis ingår i släktet Glomeris och familjen klotdubbelfotingar. Inga underarter finns listade i Catalogue of Life.